# Provincia San Luis

Localizarea provinciei în Argentina

Provincia San Luis (spaniolă Provincia del San Luis) este una dintre provinciile Argentinei, localizată în partea centrală a statului. Capitala provinciei este orașul San Luis.